# MBC 5시 뉴스와 경제
《MBC 5시 뉴스와 경제》(영어: MBC 5 NEWS & ECONOMY)는 MBC TV에서 매주 평일 오후 4시 55분에 방송 중인 저녁 경제 종합 뉴스 프로그램이다.

## 프로그램 소개
MBC를 대표하는 저녁 경제 종합 뉴스

## 방송 시간
- 현재 방송 시간은 2021년 6월 21일부터 기준으로 한다.
- 긴급·특집 뉴스가 방송되면 MBC 뉴스특보로 방송·편성된다.

| 방송 채널 | 방송 기간                           | 방송 시간 |
| --------- | ----------------------------------- | --- |
| MBC TV    | 1972년 11월 6일 ~ 1973년 2월 2일    | 평일 저녁 6시 20분 ~ 6시 40분 (20분) |
| MBC TV    | 1981년 1월 5일 ~ 1981년 3월 13일    | 평일 저녁 6시 20분 ~ 6시 40분 (20분) |
| MBC TV    | 1973년 2월 5일 ~ 1974년 10월 30일   | 평일 저녁 7시 ~ 7시 20분 (20분) |
| MBC TV    | 1975년 1월 6일 ~ 1980년 2월 29일    | 평일 저녁 7시 ~ 7시 20분 (20분) |
| MBC TV    | 1974년 11월 2일 ~ 1975년 1월 5일    | 평일 저녁 7시 ~ 7시 20분 (20분) 일요일 밤 9시 40분 ~ 9시 55분 (15분)                                                                               |
| MBC TV    | 1980년 3월 3일 ~ 1980년 9월 5일     | 평일 저녁 6시 45분 ~ 7시 (15분) |
| MBC TV    | 1980년 9월 8일 ~ 1981년 1월 2일     | 평일 저녁 6시 40분 ~ 7시 (20분) |
| MBC TV    | 1981년 3월 16일 ~ 1981년 5월 22일   | 평일 오후 5시 30분 ~ 5시 40분 (10분) 평일 저녁 6시 20분 ~ 6시 40분 (20분)                                                                          |
| MBC TV    | 1981년 5월 25일 ~ 1981년 6월 12일   | 평일 오후 5시 30분 ~ 5시 40분 (10분) 평일 저녁 6시 40분 ~ 7시 (20분)                                                                               |
| MBC TV    | 1981년 6월 15일 ~ 1981년 10월 4일   | 평일 오후 5시 30분 ~ 5시 40분 (10분) 평일 저녁 6시 40분 ~ 7시 (20분) 주말 저녁 7시 ~ 7시 15분 (15분)                                               |
| MBC TV    | 1981년 10월 5일 ~ 1982년 10월 17일  | 평일 오후 5시 30분 ~ 5시 40분 (10분) 평일 저녁 6시 40분 ~ 7시 (20분) 주말 저녁 6시 ~ 6시 10분 (10분)                                               |
| MBC TV    | 1982년 10월 18일 ~ 1983년 3월 27일  | 평일 오후 5시 30분 ~ 5시 40분 (10분) 평일 저녁 6시 20분 ~ 6시 40분 (20분) 주말 저녁 6시 ~ 6시 10분 (10분)                                          |
| MBC TV    | 1983년 3월 28일 ~ 1984년 1월 3일    | 평일 오후 5시 30분 ~ 5시 40분 (10분) 평일 저녁 6시 35분 ~ 6시 55분 (20분) 토요일 저녁 6시 ~ 6시 10분 (10분) 일요일 저녁 6시 10분 ~ 6시 20분 (10분) |
| MBC TV    | 1984년 1월 4일 ~ 1984년 4월 8일     | 평일 오후 5시 30분 ~ 5시 40분 (10분) 평일 저녁 6시 30분 ~ 6시 45분 (15분) 토요일 저녁 6시 ~ 6시 10분 (10분) 일요일 저녁 6시 10분 ~ 6시 20분 (10분) |
| MBC TV    | 1984년 4월 9일 ~ 1984년 6월 17일    | 평일 오후 5시 30분 ~ 5시 40분 (10분) 매일 저녁 6시 20분 ~ 6시 30분 (10분)                                                                          |
| MBC TV    | 1984년 6월 18일 ~ 1984년 10월 21일  | 평일 오후 5시 30분 ~ 5시 40분 (10분) 매일 저녁 6시 15분 ~ 6시 25분 (10분)                                                                          |
| MBC TV    | 1984년 10월 22일 ~ 1986년 3월 23일  | 매일 오후 5시 30분 ~ 5시 40분 (10분) |
| MBC TV    | 1986년 3월 24일 ~ 1988년 5월 8일    | 평일 오후 5시 30분 ~ 5시 35분 (5분) 매일 저녁 7시 ~ 7시 10분 (10분)                                                                                |
| MBC TV    | 1988년 5월 9일 ~ 1989년 4월 14일    | 평일 오후 5시 30분 ~ 5시 35분 (5분) 평일 저녁 6시 55분 ~ 7시 10분 (15분)                                                                           |
| MBC TV    | 1989년 4월 17일 ~ 1989년 4월 28일   | 평일 오후 5시 30분 ~ 5시 35분 (5분) 평일 저녁 7시 ~ 7시 15분 (15분)                                                                                |
| MBC TV    | 1989년 5월 1일 ~ 1991년 1월 18일    | 평일 오후 5시 30분 ~ 5시 40분 (10분) 평일 저녁 7시 ~ 7시 15분 (15분)                                                                               |
| MBC TV    | 1991년 1월 21일 ~ 1991년 4월 19일   | 평일 저녁 6시 ~ 6시 10분 (10분) 평일 저녁 7시 ~ 7시 15분 (15분)                                                                                    |
| MBC TV    | 1991년 4월 22일 ~ 1991년 10월 4일   | 평일 저녁 6시 ~ 6시 5분 (5분) 평일 저녁 7시 ~ 7시 15분 (15분)                                                                                      |
| MBC TV    | 1991년 10월 7일 ~ 1993년 5월 21일   | 평일 오후 5시 30분 ~ 5시 40분 (10분) 평일 저녁 6시 50분 ~ 7시 15분 (25분)                                                                          |
| MBC TV    | 1993년 5월 24일 ~ 1993년 10월 15일  | 평일 오후 5시 30분 ~ 5시 40분 (10분) 평일 저녁 6시 40분 ~ 7시 5분 (25분)                                                                           |
| MBC TV    | 1993년 10월 18일 ~ 1995년 4월 14일  | 평일 오후 5시 30분 ~ 5시 40분 (10분) 평일 저녁 6시 50분 ~ 7시 10분 (20분)                                                                          |
| MBC TV    | 1995년 4월 17일 ~ 1995년 9월 1일    | 평일 오후 5시 30분 ~ 저녁 6시 (30분) |
| MBC TV    | 1995년 9월 4일 ~ 1995년 10월 13일   | 평일 오후 5시 ~ 5시 10분 (10분) 평일 저녁 6시 30분 ~ 7시 (30분)                                                                                    |
| MBC TV    | 1998년 1월 5일 ~ 2000년 5월 12일    | 평일 오후 5시 ~ 5시 10분 (10분) 평일 저녁 6시 30분 ~ 7시 (30분)                                                                                    |
| MBC TV    | 1995년 10월 16일 ~ 1996년 1월 12일  | 평일 오후 5시 ~ 5시 30분 (30분) 평일 저녁 6시 50분 ~ 6시 55분 (5분)                                                                                |
| MBC TV    | 1996년 1월 15일 ~ 1996년 3월 1일    | 평일 오후 5시 ~ 5시 30분 (30분) 평일 저녁 6시 50분 ~ 7시 15분 (25분)                                                                               |
| MBC TV    | 1996년 3월 4일 ~ 1996년 10월 18일   | 평일 오후 5시 ~ 5시 20분 (20분) 평일 저녁 7시 ~ 7시 25분 (25분)                                                                                    |
| MBC TV    | 1996년 10월 21일 ~ 1996년 11월 29일 | 평일 저녁 6시 ~ 6시 20분 (20분) |
| MBC TV    | 1996년 12월 2일 ~ 1997년 2월 28일   | 평일 오후 5시 ~ 5시 30분 (30분) 평일 저녁 6시 ~ 6시 20분 (20분)                                                                                    |
| MBC TV    | 1997년 3월 3일 ~ 1997년 10월 17일   | 평일 오후 5시 ~ 5시 20분 (20분) 평일 저녁 6시 30분 ~ 7시 (30분)                                                                                    |
| MBC TV    | 1997년 10월 20일 ~ 1998년 1월 2일   | 평일 오후 5시 ~ 5시 15분 (15분) 평일 저녁 6시 30분 ~ 7시 (30분)                                                                                    |
| MBC TV    | 2000년 5월 15일 ~ 2002년 3월 29일   | 평일 오후 5시 ~ 5시 15분 (15분) 평일 저녁 6시 30분 ~ 7시 (30분)                                                                                    |
| MBC TV    | 2002년 4월 1일 ~ 2010년 10월 29일   | 평일 오후 5시 ~ 5시 20분 (20분) 평일 저녁 6시 30분 ~ 6시 50분 (20분)                                                                               |
| MBC TV    | 2010년 11월 1일 ~ 2011년 5월 27일   | 월요일 ~ 목요일 저녁 6시 ~ 6시 50분 (50분) 금요일 저녁 6시 ~ 6시 10분 (10분)                                                                       |
| MBC TV    | 2011년 5월 30일 ~ 2012년 1월 20일   | 월요일 ~ 목요일 저녁 6시 ~ 6시 50분 (50분) 금요일 저녁 6시 ~ 6시 20분 (20분)                                                                       |
| MBC TV    | 2012년 4월 9일 ~ 2012년 10월 5일    | 월요일 ~ 목요일 저녁 6시 ~ 6시 10분 (10분) 금요일 저녁 6시 ~ 6시 20분 (20분)                                                                       |
| MBC TV    | 2012년 10월 8일 ~ 2012년 11월 2일   | 평일 오후 5시 ~ 5시 10분 (10분) 월요일 ~ 목요일 저녁 6시 ~ 6시 50분 (50분) 금요일 저녁 6시 ~ 6시 30분 (30분)                                       |
| MBC TV    | 2012년 11월 5일 ~ 2014년 11월 14일  | 월요일 ~ 목요일 오후 5시 ~ 저녁 6시 20분 (1시간 20분) 금요일 오후 5시 ~ 저녁 6시 (1시간)                                                           |
| MBC TV    | 2014년 11월 17일 ~ 2017년 9월 26일  | 평일 오후 5시 ~ 저녁 6시 10분 (1시간 10분) |
| MBC TV    | 2018년 4월 30일 ~ 2018년 7월 6일    | 평일 오후 5시 ~ 저녁 6시 10분 (1시간 10분) |
| MBC TV    | 2017년 9월 27일 ~ 2017년 12월 12일  | 평일 오후 5시 ~ 5시 30분 (30분) |
| MBC TV    | 2020년 3월 25일 ~ 2020년 6월 26일   | 평일 오후 5시 ~ 5시 30분 (30분) |
| MBC TV    | 2017년 12월 13일 ~ 2017년 12월 25일 | 평일 오후 5시 ~ 5시 10분 (10분) |
| MBC TV    | 2017년 12월 26일 ~ 2018년 3월 9일   | 평일 오후 5시 ~ 5시 15분 (15분) |
| MBC TV    | 2020년 9월 15일 ~ 2021년 6월 18일   | 평일 오후 5시 ~ 5시 15분 (15분) |
| MBC TV    | 2018년 3월 12일 ~ 2018년 4월 29일   | 평일 오후 4시 55분 ~ 5시 50분 (55분) |
| MBC TV    | 2018년 7월 9일 ~ 2018년 9월 7일     | 평일 오후 5시 ~ 5시 20분 (20분) |
| MBC TV    | 2020년 6월 29일 ~ 2020년 9월 12일   | 평일 오후 5시 ~ 5시 20분 (20분) |
| MBC TV    | 2018년 9월 10일 ~ 2019년 3월 15일   | 평일 오후 4시 55분 ~ 5시 15분 (20분) |
| MBC TV    | 2019년 7월 15일 ~ 2020년 3월 24일   | 평일 오후 5시 ~ 5시 25분 (25분) |
| MBC TV    | 2021년 6월 21일 ~ 현재              | 평일 오후 4시 55분 ~ 5시 10분 (15분) |

## 앵커
- 현재 앵커는 2024년 6월 24일부터 기준으로 한다.

### 메인

#### 남성
| 대수 | 진행자                           | 진행 기간                               | 비고               |
| ---- | -------------------------------- | --------------------------------------- | ------------------ |
| 1대  | 이인용 前 기자                   | 1984년 10월 22일 ~ 1986년 일자 미상     |                    |
| 2대  | 손석희 前 아나운서국장           | 1986년 일자 미상 ~ 1987년 일자 미상     |                    |
| 3대  | 손석희 前 아나운서국장           | 1989년 10월 30일 ~ 1990년 일자 미상     | [ 1 ]              |
| 4대  | 정경수 前 아나운서               | 1990년 일자 미상 ~ 1991년 일자 미상     |                    |
| 5대  | 최창영 前 기자                   | 1995년 4월 17일 ~ 1995년 10월 13일      |                    |
| 6대  | 김상운 前 논설위원               | 1995년 10월 16일 ~ 1996년 10월 18일     |                    |
| 7대  | 신동호 前 아나운서               | 1996년 1월 15일 ~ 1996년 10월 18일      |                    |
| 8대  | 이현우 前 아나운서               | 1996년 3월 15일 ~ 1996년 10월 18일      |                    |
| 9대  | 김창옥 前 아나운서               | 1996년 10월 21일 ~ 1997년 2월 28일      |                    |
| 10대 | 김영일 前 기자                   | 1996년 12월 2일 ~ 1997년 2월 28일       |                    |
| 11대 | 이윤철 前 아나운서               | 1997년 3월 3일 ~ 1998년 4월 24일        |                    |
| 12대 | 이현우 前 아나운서               | 1998년 4월 20일 ~ 1999년 12월 일자 미상 | [ 2 ]              |
| 12대 | 이윤재 아나운서                  | 1998년 4월 27일 ~ 2000년 10월 27일      |                    |
| 13대 | 성경환 前 아나운서               | 2000년 10월 30일 ~ 2003년 4월 4일       |                    |
| 14대 | 이윤재 아나운서                  | 2003년 4월 7일 ~ 2004년 4월 2일         | [ 3 ]              |
| 15대 | 김창옥 前 아나운서               | 2004년 4월 5일 ~ 2005년 12월 2일        | [ 4 ]              |
| 16대 | 강재형 前 아나운서               | 2005년 12월 5일 ~ 2005년 12월 30일      |                    |
| 17대 | 박경추 아나운서국장              | 2006년 1월 2일 ~ 2011년 12월 21일       | [ 5 ]              |
| 18대 | 최대현 前 아나운서               | 일자 미상 ~ 2009년 일자 미상            |                    |
| 19대 | 신동진 前 아나운서               | 2009년 일자 미상 ~ 2010년 6월 4일       |                    |
| 20대 | 김나진 아나운서                  | 2010년 6월 7일 ~ 2010년 10월 29일       |                    |
| 21대 | 김나진 아나운서                  | 2011년 6월 3일 ~ 2012년 1월 13일        | [ 8 ] [ 9 ] [ 10 ] |
| 22대 | 신동진 前 아나운서               | 2011년 12월 26일 ~ 2012년 1월 19일      | [ 12 ]             |
| 23대 | 최대현 前 아나운서               | 2012년 10월 9일 ~ 2013년 3월 15일       | [ 13 ]             |
| 24대 | 강지원 변호사                    | 2013년 3월 18일 ~ 2013년 11월 1일       |                    |
| 25대 | 성경섭 前 논설위원               | 2013년 11월 4일 ~ 2014년 3월 14일       |                    |
| 26대 | 이세옥 통합뉴스룸 스트레이트팀장 | 2018년 3월 12일 ~ 2018년 6월 26일       | [ 14 ]             |
| 26대 | 전종환 아나운서                  | 2018년 3월 12일 ~ 2018년 7월 6일        | [ 15 ]             |
| 26대 | 정철진 경제 평론가               | 2018년 3월 12일 ~ 2018년 7월 6일        | [ 16 ]             |
| 27대 | 오승훈 아나운서                  | 2018년 7월 9일 ~ 2019년 2월 1일         | [ 18 ]             |
| 28대 | 박경추 아나운서국장              | 2019년 7월 15일 ~ 2020년 1월 31일       | [ 19 ] [ 20 ]      |
| 29대 | 신동진 前 아나운서               | 2020년 2월 3일 ~ 2020년 12월 11일       | [ 22 ] [ 23 ]      |
| 30대 | 엄주원 아나운서                  | 2024년 3월 4일 ~ 2024년 6월 21일        |                    |
| 31대 | 이성일 기자                      | 2024년 6월 24일 ~ 현재                  | [ 24 ]             |

#### 여성
| 대수 | 진행자                          | 진행 기간                               | 비고          |
| ---- | ------------------------------- | --------------------------------------- | ------------- |
| 1대  | 정혜정 前 아나운서              | 1988년 4월 일자 미상 ~ 1991년 일자 미상 |               |
| 2대  | 김지은 前 편성국장              | 1995년 4월 17일 ~ 1996년 10월 18일      |               |
| 3대  | 오은실 前 아나운서              | 1996년 1월 15일 ~ 1996년 10월 18일      |               |
| 4대  | 하지은 前 아나운서              | 1996년 10월 21일 ~ 1997년 2월 28일      |               |
| 5대  | 오은실 前 아나운서              | 1996년 12월 2일 ~ 1998년 4월 24일       | [ 25 ]        |
| 6대  | 백지연 前 기자                  | 1997년 3월 3일 ~ 1997년 10월 17일       |               |
| 7대  | 박영선 前 기자                  | 1997년 10월 20일 ~ 1998년 1월 2일       |               |
| 8대  | 이주연 前 아나운서              | 1998년 4월 27일 ~ 2005년 4월 29일       |               |
| 9대  | 차미연 아나운서국 아나운서1부장 | 2005년 5월 2일 ~ 2005년 12월 30일       |               |
| 10대 | 김지은 前 편성국장              | 2006년 1월 2일 ~ 2007년 일자 미상       | [ 26 ]        |
| 11대 | 박소현 前 아나운서              | 2007년 일자 미상 ~ 2009년 4월 24일      | [ 27 ]        |
| 12대 | 배현진 前 아나운서              | 2009년 4월 27일 ~ 2010년 6월 4일        |               |
| 12대 | 이하정 前 아나운서              | 2009년 4월 27일 ~ 2011년 2월 14일       | [ 29 ]        |
| 13대 | 구은영 아나운서                 | 2010년 6월 7일 ~ 2010년 10월 29일       |               |
| 14대 | 하지은 前 아나운서              | 2010년 11월 5일 ~ 2012년 1월 20일       | [ 30 ]        |
| 15대 | 최현정 前 아나운서              | 2011년 2월 16일 ~ 2011년 11월 24일      | [ 31 ]        |
| 16대 | 류수민 아나운서                 | 2011년 11월 28일 ~ 2012년 1월 19일      |               |
| 17대 | 김원경 前 아나운서              | 2012년 4월 9일 ~ 2013년 3월 15일        |               |
| 18대 | 구은영 아나운서                 | 2012년 10월 8일 ~ 2012년 11월 2일       | [ 32 ]        |
| 19대 | 이언주 기자                     | 2013년 3월 18일 ~ 2013년 7월 26일       |               |
| 20대 | 박선영 기자                     | 2013년 7월 29일 ~ 2018년 3월 9일        | [ 34 ]        |
| 21대 | 구은영 아나운서                 | 2019년 2월 7일 ~ 2020년 6월 25일        | [ 35 ] [ 36 ] |
| 22대 | 김수지 아나운서                 | 2020년 12월 14일 ~ 2024년 2월 9일       | [ 38 ]        |

### 서브

#### 남성
| 대수 | 진행자                   | 진행 기간                         | 비고 |
| ---- | ------------------------ | --------------------------------- | ---- |
| 1대  | 오승훈 아나운서          | 2013년 3월 18일 ~ 2013년 8월 30일 |      |
| 2대  | 박창현 前 아나운서       | 2013년 9월 2일 ~ 2013년 11월 1일  |      |
| 3대  | 김대호 前 아나운서       | 2013년 11월 4일 ~ 2016년 1월 29일 |      |
| 4대  | 나경철 프리랜서 아나운서 | 2016년 2월 1일 ~ 2017년 9월 27일  |      |

#### 여성
| 대수 | 진행자             | 진행 기간                          | 비고 |
| ---- | ------------------ | ---------------------------------- | ---- |
| 1대  | 유선경 아나운서    | 2013년 3월 18일 ~ 2017년 12월 12일 |      |
| 2대  | 이혜민 前 아나운서 | 2015년 11월 9일 ~ 2016년 1월 29일  |      |

## 기상 캐스터
- 금채림 MBC 기상 캐스터

## 한국 수어

### 월요일, 수요일
- 모상근 수어 통역사

### 화요일, 목요일
- 김유미 수어 통역사

### 금요일
- 황준호 수어 통역사

## 코너

### 방영 코너
| 코너명           | 진행자                 |
| ---------------- | ---------------------- |
| 경제 인사이트    | 이성일 기자            |
| 간추린 경제      | 이성일 기자            |
| 오늘의 미국 증시 | 이성일 기자            |
| 오늘의 증시      | 정다인 삼성증권 연구원 |
| 날씨             | 금채림 기상 캐스터     |
| 클로징           | 이성일 기자            |

#### 경제 인사이트
심층 경제 뉴스 코너. 이성일 기자가 진행한다.

#### 간추린 경제
경제 단신 뉴스 코너. 이성일 기자가 진행한다. 신설 당시에는 주요 경제 뉴스 코너 키워드였다가 2024년 10월 14일부터 경제 단신 뉴스 코너 간추린 경제로 변경됐다.

#### 오늘의 미국 증시
미국 증권 시황 코너. 이성일 기자가 진행한다.

#### 오늘의 증시
증권 시황 코너. 정다인 삼성증권 연구원이 진행하며 《930 MBC 뉴스》, 《12 MBC 뉴스》에서도 공통으로 방송된다.

#### 날씨
기상 정보 코너.

### 종영 코너
| 코너명      | 진행자      |
| ----------- | ----------- |
| 오늘의 경제 | 이성일 기자 |

#### 오늘의 경제
경제 뉴스 코너. 이성일 기자가 진행했다.

## 타이틀 변천사
- 현재 타이틀은 2024년 6월 24일을 기준으로 한다.

| 기수 | 프로그램 타이틀                                    | 방송 기간                           |
| ---- | -------------------------------------------------- | ----------------------------------- |
| 1기  | MBC 뉴스                                           | 1972년 11월 6일 ~ 1974년 10월 5일   |
| 2기  | MBC 종합뉴스                                       | 1974년 10월 8일 ~ 1980년 2월 29일   |
| 3기  | MBC 뉴스                                           | 1980년 3월 3일 ~ 1980년 9월 5일     |
| 4기  | MBC 종합뉴스                                       | 1980년 9월 8일 ~ 1980년 12월 5일    |
| 5기  | MBC 뉴스                                           | 1980년 12월 8일 ~ 1981년 5월 22일   |
| 6기  | MBC 뉴스 MBC 저녁뉴스                              | 1981년 5월 25일 ~ 1994년 4월 15일   |
| 7기  | MBC 오늘의 뉴스 MBC 저녁뉴스                       | 1994년 4월 18일 ~ 1994년 10월 14일  |
| 8기  | MBC 뉴스 MBC 저녁뉴스                              | 1994년 10월 17일 ~ 1995년 4월 14일  |
| 9기  | MBC 뉴스이브닝                                     | 1995년 4월 17일 ~ 1995년 9월 1일    |
| 10기 | MBC 뉴스이브닝 MBC 뉴스                            | 1995년 9월 4일 ~ 1996년 1월 12일    |
| 11기 | MBC 뉴스이브닝 MBC 뉴스라인                        | 1996년 1월 15일 ~ 1996년 10월 18일  |
| 12기 | MBC 뉴스센터                                       | 1996년 10월 21일 ~ 1996년 11월 29일 |
| 13기 | MBC 이브닝뉴스 MBC 뉴스센터                        | 1996년 12월 2일 ~ 1997년 2월 28일   |
| 14기 | MBC 뉴스센터 500 MBC 뉴스센터 630                  | 1997년 3월 3일 ~ 1998년 1월 2일     |
| 15기 | MBC 뉴스 MBC 뉴스센터 630                          | 1998년 1월 5일 ~ 1998년 4월 17일    |
| 16기 | MBC 뉴스                                           | 1998년 4월 20일 ~ 2010년 10월 29일  |
| 17기 | 월요일 ~ 목요일 : 6시 뉴스매거진 금요일 : MBC 뉴스 | 2010년 11월 1일 ~ 2012년 10월 5일   |
| 18기 | MBC 뉴스 MBC 이브닝뉴스                            | 2012년 10월 8일 ~ 2012년 11월 2일   |
| 19기 | MBC 이브닝뉴스                                     | 2012년 11월 5일 ~ 2018년 3월 9일    |
| 20기 | MBC 뉴스콘서트                                     | 2018년 3월 12일 ~ 2018년 7월 6일    |
| 21기 | 5 MBC 뉴스                                         | 2018년 7월 9일 ~ 2024년 6월 21일    |
| 22기 | MBC 5시 뉴스와 경제                                | 2024년 6월 24일 ~ 현재              |

## 지역 방송국 프로그램
- 오후 5시부터 지역 뉴스를 방송·편성한다.
- 대전MBC TV, MBC 충북 TV(DMB TV에서는 본사 프로그램 방송), 여수MBC TV(DMB TV에서는 광주 프로그램 편성), 안동MBC TV(DMB TV에서는 대구 프로그램 편성), 제주MBC TV는 지역 뉴스를 방송·편성하지 않고 본사 수중계로 뉴스를 방송한다.
- 대구MBC TV, 포항MBC TV, 목포MBC TV는 지역 자체 방송 클로징으로 뉴스를 마친다.

| 방송 채널                                        | 방송 권역      | 프로그램                       | 진행자 |
| ------------------------------------------------ | -------------- | ------------------------------ | ------ |
| 춘천MBC TV                                       | 강원특별자치도 | MBC 5시 뉴스와 경제 강원       | 김지후 |
| 원주MBC TV(DMB TV에서는 춘천 프로그램 편성)      | 강원특별자치도 | MBC 5시 뉴스와 경제 원주       | 김용석 |
| MBC 강원영동 TV(DMB TV에서는 춘천 프로그램 편성) | 강원특별자치도 | MBC 5시 뉴스와 경제 강원       | 민기원 |
| 대구MBC TV                                       | 대구광역시     | MBC 5시 뉴스와 경제 대구·경북  | 서상국 |
| 포항MBC TV(DMB TV에서는 대구 프로그램 편성)      | 경상북도       | MBC 5시 뉴스와 경제 포항       | 신윤아 |
| 부산MBC TV                                       | 부산광역시     | MBC 5시 뉴스와 경제 부산       | 이지희 |
| MBC 경남 TV(DMB TV에서는 부산 프로그램 편성)     | 경상남도       | MBC 5시 뉴스와 경제 경남       | 남두용 |
| 울산MBC TV(DMB TV에서는 부산 프로그램 편성)      | 울산광역시     | MBC 5시 뉴스와 경제 울산       | 배윤호 |
| 광주MBC TV                                       | 광주광역시     | 5 MBC 뉴스 광주·전남           | 노소정 |
| 목포MBC TV(DMB TV에서는 광주 프로그램 편성)      | 전라남도       | MBC 5시 뉴스와 경제 목포·전남  | 허연주 |
| 전주MBC TV(DMB TV에서는 광주 프로그램 편성)      | 전북특별자치도 | MBC 5시 뉴스와 경제 전북권뉴스 | 목서윤 |

## 결방
- 2012년 1월 23일 ~ 2012년 10월 7일 : MBC 파업으로 인해 결방.
- 2012년 12월 19일 : 《12.19 대통령 선거 선택 2012》 편성으로 인해 결방.
- 2014년 6월 4일 : 《6.4 지방 선거 선택 2014》 편성으로 인해 결방.
- 2016년 4월 13일 : 《4.13 국회의원 선거 선택 2016》 편성으로 인해 결방.
- 2017년 5월 9일 : 《5.9 대통령 선거 선택 2017》 편성으로 인해 결방.
- 2018년 6월 13일 : 《6.13 지방 선거 선택 2018》 편성으로 인해 결방.
- 2018년 6월 15일 ~ 2018년 6월 22일 : 《2018 러시아 월드컵》 중계 방송으로 인해 결방.
- 2019년 3월 18일 ~ 2019년 7월 12일 : 《MBC 뉴스데스크》 개편에 따른 방송 재정비로 인해 방송 일시 중단.
- 2020년 4월 15일 : 《4.15 국회의원 선거 선택 2020》 편성으로 인해 결방.
- 2021년 7월 26일 ~ 2021년 8월 6일 : 《2020 도쿄 올림픽》 중계 방송으로 인해 결방.
- 2022년 3월 9일 : 《3.9 대통령 선거 선택 2022》 편성으로 인해 결방.
- 2022년 6월 1일 : 《6.1 지방 선거 선택 2022》 편성으로 인해 결방.
- 2023년 8월 15일 : 《나 혼자 산다 스페셜》 편성으로 인해 결방.
- 2023년 9월 25일 ~ 2023년 9월 27일, 2023년 10월 4일 ~ 2023년 10월 5일 : 《2022 항저우 아시안 게임》 중계 방송으로 인해 결방.
- 2023년 12월 25일 : 성탄절로 인해 결방.
- 2024년 2월 12일 : 《설에도 놀면 뭐하니》 편성으로 인해 결방.
- 2024년 4월 10일 : 《4.10 국회의원 선거 선택 2024》 편성으로 인해 결방.
- 2024년 7월 29일 ~ 2024년 8월 11일 : 《2024 파리 올림픽》 중계 방송으로 인해 결방.
- 2024년 10월 21일 : MBC 스포츠 《2024년 한국시리즈 1차전 삼성 라이온즈 VS KIA 타이거즈》 중계 방송으로 인해 결방.
- 2025년 1월 1일 : 신년으로 인해 결방.
- 2025년 1월 27일 ~ 2025년 1월 31일 : 설날로 인해 결방.
- 2025년 2월 26일 : MBC 스포츠 《2025 AFC U-20 아시안컵 준결승 대한민국 VS 사우디아라비아》 중계 방송으로 결방.

## 경쟁 프로그램
- KBS 뉴스 7 (KBS 1TV)
- 경제콘서트 (KBS 2TV)
- SBS 오 뉴스 (SBS TV)
- YTN 뉴스ON (YTN)
- 뉴스워치 (연합뉴스TV)